# Expresivní terapie
Expresivní terapie je obor určený pedagogickým, sociálním, zdravotnickým pracovníkům, speciálním pedagogům a psychologům. Využívá základních i alternativních disciplín ve čtyřech tematických okruzích:
1. Psychologie a základy psychoterapie
2. Speciální výtvarná výchova
3. Speciální arteterapeutické aktivity s mimovýtvarným zaměřením (muzikoterapie, terapie psaním, psychomotorická terapie, dramaterapie)
4. Speciálněpedagogicko-umělecká praxe v arteterapii

„Výtvarná arteterapie je založena na materiálové a akční činnosti, kterou provádí terapeut buď individuálně s jedním klientem, nebo s celou skupinou. Samotný pojem arteterapie je často spojován právě pouze s výtvarnou činností, ačkoliv komplexní arteterapie zahrnuje i mimovýtvarné činnosti.“ (str. 20)
Obor Expresivní terapie je vyučován na několika místech v České republice / dohledat/. Pod tímto oborem jsou zahrnuty nejrůznější výtvarná média např. arteterapie, muzikoterapie, dramaterapie, taneční terapie, tvůrčí psaní, psychomotorika aj.
Na Katedře výtvarné výchovy Pedagogické fakulty Masarykovy univerzity v Brně byl obor Expresivní terapie se zaměřením na arteterapii založen docentkou Hanou Stehlíkovou Babyrádovou. Po absolvování zmíněného kurzu se absolventi uplatní ve speciálně výchovné praxi a v sociální práci v nejrůznějších institucích zaměřených na cílové skupiny jako jsou psychotici, mentálně postižení, žáci vyžadující zvláštní péči, vzdělání dospělých, senioři atd.
Doplňující vzdělávací kurz je zaměřen na rozšíření znalostí a praktických dovedností v oborech spadajících do speciální výtvarné výchovy, speciální pedagogiky, psychologie a psychoterapie a také zejména do jednotlivých expresivně zaměřených uměleckých aktivit s pedagogickým a sociálně výchovným rozměrem.